# Allstar SZD-54 Perkoz
El Allstar SZD-54 Perkoz es un planeador biplaza fabricado en Polonia por Allstar PZL Glider. Se caracteriza por disponer de cola cruciforme y estar construido en fibra de vidrio. El Perkoz está diseñado, para el aprendizaje del vuelo sin motor, para la acrobacia aérea y para el vuelo de distancia.

### Aeronaves similares
- Grob G103a Twin II
- Schleicher ASK 13
- Schleicher ASK 21
- PZL Bielsko SZD-50 Puchacz
- ZS Jezow PW-6U
- LET L-13 Blanik